# ホクタン
株式会社ホクタンは北海道稚内市に本社を置く、プロパンガス、灯油を主力とするエネルギー販売会社である。
稚内市、名寄市、天塩郡幌延町に営業所を展開している。プロパンガスのメインの仕入先は岩谷産業である。

## 沿革
- 1951年 - 北部石炭株式会社として創業。
- 1987年 - 株式会社ホクタンに社名変更。